# Landgestüt Redefin

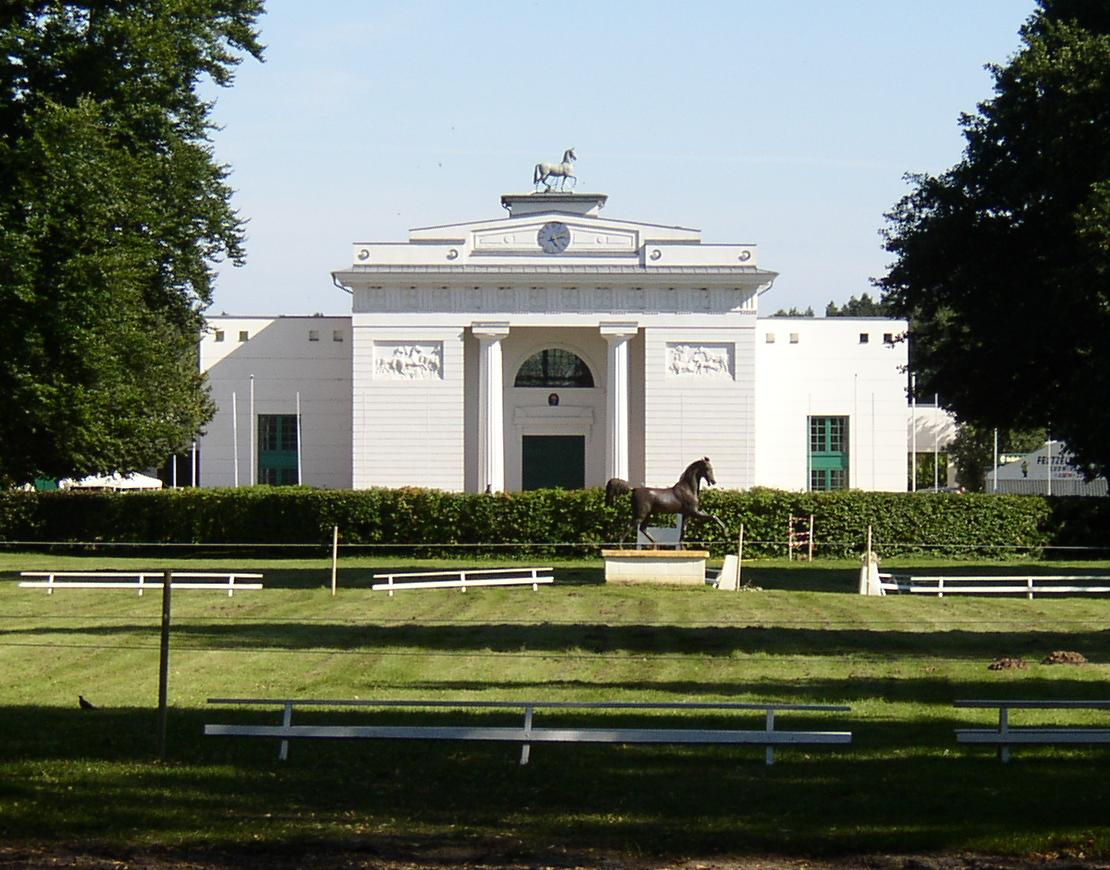
Reithalle des Landgestüts

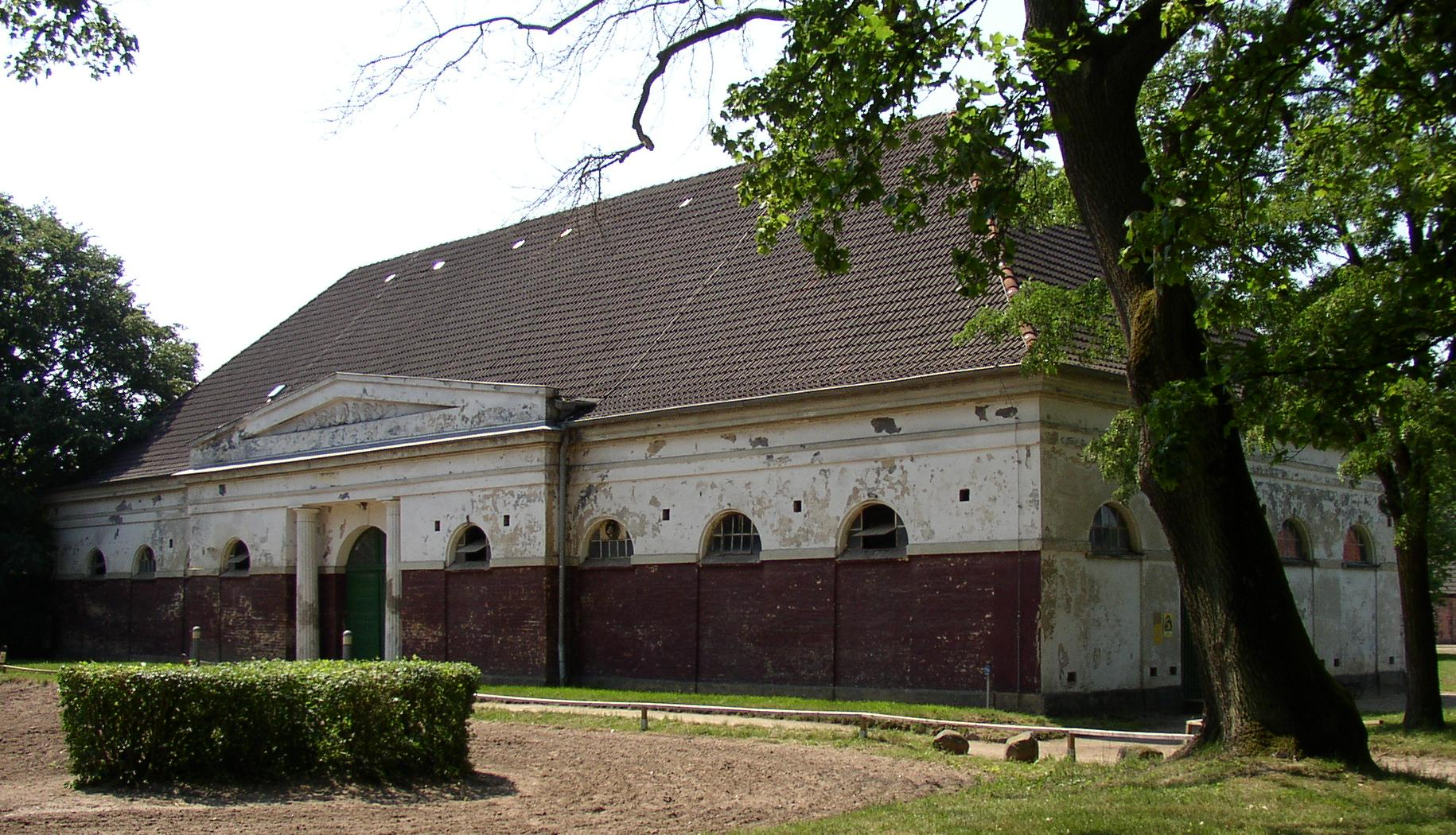
Stall III des Landgestüts

Das Landgestüt Redefin ist das Landgestüt des Landes Mecklenburg-Vorpommern. Es liegt im Südwesten des Landes in der Gemeinde Redefin im Landkreis Ludwigslust-Parchim.
Das Gestüt dient unter anderem der Hengstzucht und der Durchführung von Hengst- und Stutenprüfungen. Außerdem hat die Landesreit- und Fahrschule für das Land Mecklenburg-Vorpommern hier ihren Sitz, es werden jährliche Hengstparaden abgehalten, auch dadurch ist die Anlage touristischer Anziehungspunkt. Die historische Gestütsanlage, Pferde und Personal dienen mitunter Repräsentationszwecken des Landes.
Im Jahr 1812 begann im Landgestüt Redefin die Zucht des Mecklenburger Warmbluts.

## Geschichte
Eine landesherrschaftliche Stuterei bestand schon 1710. Sie belieferte den herzoglichen Schweriner Marstall mit edlen Pferden. Die Einrichtung wurde in den Jahren 1795 bis 1810 verpachtet und danach als Hauptgestüt weiter betrieben.

100-Jahr Feier 1912, Gruppenfoto vor der Gestütsverwaltung

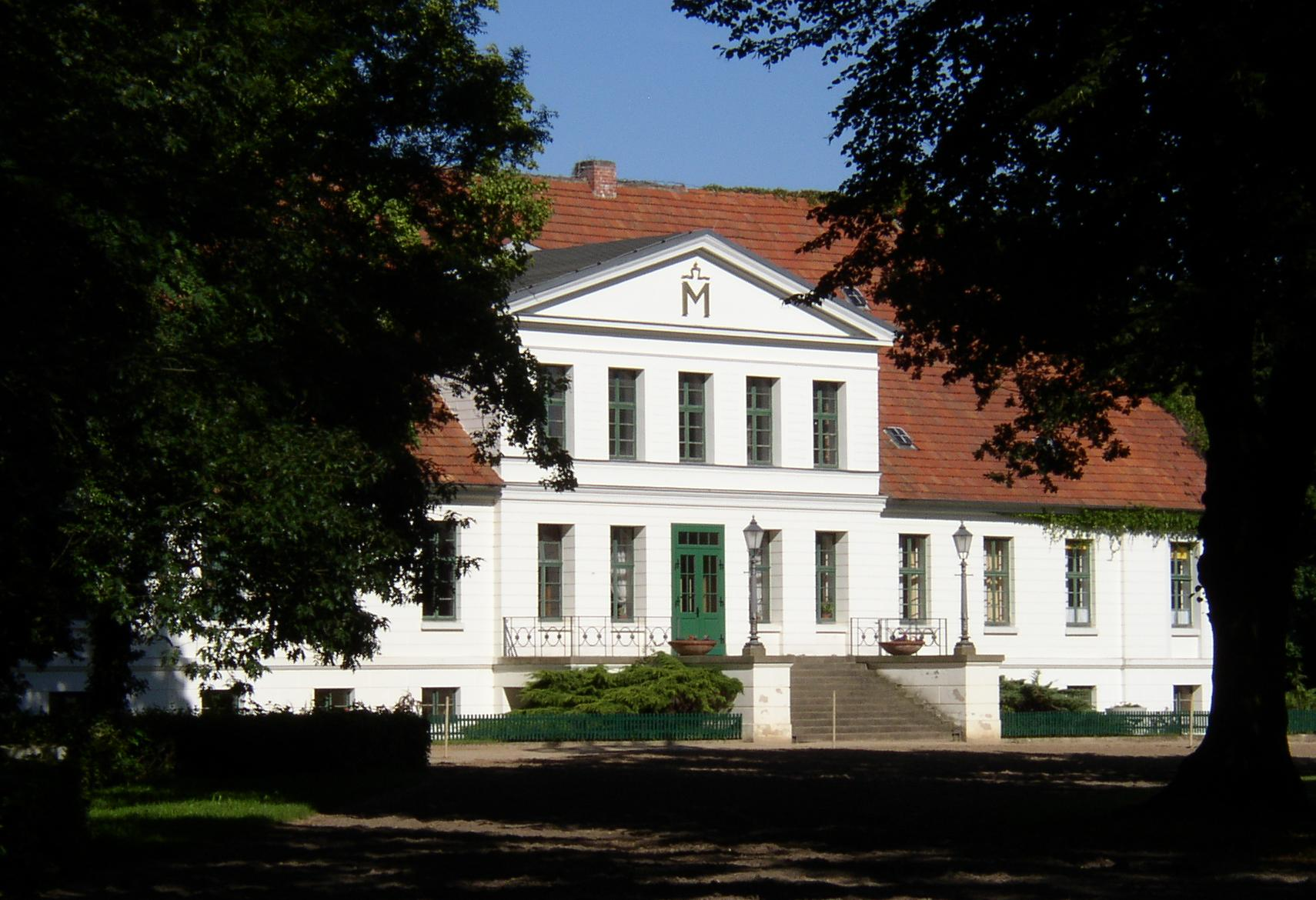
Gestütsverwaltung im Jahr 2008

Um die Pferdezucht zu verbessern, erfolgte 1812 durch Großherzog Friedrich Franz I. die Gründung des Landgestüts. 1817 wurden 20 Hengste zur Deckung in sechs mecklenburgischen Orten gehalten. Die Gebäude des Gestüts entstanden 1820–1824 unter dem Oberstallmeister Vollrath Joachim Helmuth von Bülow nach Plänen von Carl Heinrich Wünsch. 1840 betrieb man bereits 26 Deckstationen mit 134 Hengsten. Durch die Verwendung von Englischen Vollblut-Hengsten, verbunden mit bodenständigen Stutenstämmen, erhielt man Pferde, die zu europaweiter Nachfrage führten. Demzufolge wurden für die Beschälung auf dem Land verstärkt Kaltbluthengste eingesetzt, was, aufgrund mangelnder Zuchtarbeit, der Zucht 1867 einen schweren Schlag versetzte. Ab 1873 kaufte man Hannoveraner-Hengste an und orientierte sich in seinen Zuchtzielen um. Am 1. April 1892 wurde der bisherige Direktor des Hannoverschen Landgestüts Celle, Major a. D. Christian Freiherr von Stenglin, zum Oberlandstallmeister berufen. Das Landgestüt und die mecklenburgische Pferdezucht nahmen unter seiner Leitung den bis dahin größten Aufschwung. Ab 1. Oktober 1921 wurde der langjährige Vorsitzende der Oldenburgischen Körungs-Kommission, Major a. D. Werner Freiherr von Wenckstern zum Oberlandstallmeister und Direktor des Landgestüts in Redefin ernannt.
1928 brannte der alte Stutenstall ab. Er wurde 1931 mit der klassizistischen Fassade und mit verkürzten Achsen als Baupferdestall neu errichtet.
Der Erste Weltkrieg führte zu einer verstärkten Nachfrage an Pferden. Besaß man 1915 erst 142 Zuchthengste an 39 Deckstationen, so gab es 1920 mit 175 Hengsten schon 10.084 Bedeckungen. Im Zuge der Weltwirtschaftskrise sank die Zahl auch wegen der steigenden Motorisierung in der Landwirtschaft bis 1929 auf 2196. 1934 übernahm das Gestüt in Redefin mit der Vereinigung der Herzogtümer Mecklenburg-Schwerin und Mecklenburg-Strelitz Personal, Hengste und Inventar aus dem aufgelösten Landgestüt Neustrelitz.
1935 wurde erstmals eine Hengstparade veranstaltet, damals noch als reine Zuchtschau. Der Zweite Weltkrieg führte erneut zu einem erhöhten Bedarf an Pferden für den Kriegseinsatz. Nach dem Krieg wurden vor allem Arbeitspferde benötigt, so dass schon 1949 221 Zuchthengste im Einsatz waren. Seit 1951 gehört auch Vorpommern, welches zuvor durch das nach Kriegsende zu Polen gehörende Gestüt Labes versorgt wurde, zum Zuständigkeitsbereich der staatlichen Stätte in Redefin. 1946 kam eine Pferdestatue, die zuvor einen Pferdestall in Tessin geschmückt hatte, nach Redefin. Sie wurde Anfang der 1960er Jahre vor der Schwemme aufgestellt.
Die weitere Motorisierung und der Zusammenschluss von einzelnen Bauern zu Genossenschaften führten Anfang der 1960er Jahre zu einem Rückgang der Pferdehaltung und -zucht. 1970 gliederte man die Zuchtleitungen in Rostock und Schwerin ein und begann mit der Einrichtung einer touristischen Abteilung. Der Hengstbestand war auf 86 gesunken und stieg bis 1987 wieder auf 100.
1989 fielen die Mauer und der eiserne Vorhang. Am 3. Oktober 1990 traten die neuen Länder der Bundesrepublik bei und die 14 DDR-Bezirke wurden aufgelöst. 
1993 übernahm das Land Mecklenburg-Vorpommern das Gestüt und es wurde damit begonnen, die Bausubstanz der historischen Gestütsanlage zu sanieren. Hinter dem alten Reithallenportal wurde bis 1998 eine neue Reithalle errichtet. 2007 befanden sich 70 Zuchthengste im Bestand des Gestüts. Die alljährlichen Hengstparaden gehören bis heute zu den bedeutendsten Großveranstaltungen in Mecklenburg-Vorpommern und halfen beim Ausbau der Anlage zu einem Kulturstandort und touristischen Anziehungspunkt. An der Bundesautobahn 24 wird mit Unterrichtungstafeln auf das Landgestüt hingewiesen.
Die Regierungspartei SPD (Kabinett Schwesig I) gab Anfang Juni 2025 bekannt, am Landgestüt Redefin festzuhalten. Der Bund der Steuerzahler hatte angesichts von mindestens 16,5 Millionen Euro Steuergeld in den Jahren 2020 bis 2024 eine Privatisierung des defizitären Landesbetriebs gefordert.

## Oberlandstallmeister und Gestütsleiter
- 17950000 Oberjägermeister von der Lühe auf Gottesgabe[3]
- 1812–1840 Vollrath Joachim Helmuth von Bülow
- 1840–1842 von Brandenstein
- 1849–1847 Heinrich Wilhelm Kreichelt
- 1847–1865 Karl Freiherr von Maltzahn
- 1865–1875 Carl von Bülow zu Grabow
- 1875–1892 Kammerherr Max von Wickede
- 1892–1920 Christian Freiherr von Stenglin
- 1919–1920 Johann-Bernhard von Maltzan, Freiherr zu Wartenberg und Penzlin, vorher Großherzoglicher Oberstallmeister im Marstall zu Schwerin.[4]
- 1920–1933 Werner Freiherr von Wenckstern
- 1933–1945 Hans Köhler
- 1945–1946 Kurt Krebs
- 1946–1949 Werner Hartwig
- 1952–1957 Herta Steiner
- 1983–1990 Fritz Wrankmore
- 1990–1993 Ingo Nörenberg
- 1993–2007 Hartmut Platzek
- 2007–2008 Siegfried Hoffmann
- 2008–2009 Hans Thomas Sönnichen
- 2009–2020 Antje Kerber[5]
- 2020-2023 Christoph Seite[6]
- Seit Februar 2023 Kristin Romanowski